# مريح (بني مطر)

تعديل مصدري - تعديل

مريح هي إحدى قرى عزلة شهاب الأسفل بمديرية بني مطر التابعة لمحافظة صنعاء، بلغ تعداد سكانها 337 نسمة حسب تعداد اليمن لعام 2004.